# 뉴욕 펜실베이니아 리그 (1923년~1937년)
뉴욕 펜실베이니아 리그(New York–Pennsylvania League)는 1923년부터 1937년까지 운영된 미국의 마이너 리그 베이스볼 리그로, 오늘날 더블 A 이스턴 리그의 전신이다.

## 참가팀
| - 올버니 세너터스 - 앨런타운 브룩스 - 빙엄턴 트리플렛츠 - 엘마이라 커널스 - 엘마이라 파이오니어스 - 엘마이라 레드버즈 - 엘마이라 레드윙스 - 해리스버그 세너터스 | - 헤이즐턴 마운티너스 - 헤이즐턴 레드삭스 - 오네온타 인디언스 - 레딩 키스 - 레딩 레드삭스 - 스크랜턴 마이너스 - 샤모킨 인디언스 - 샤모킨 섀미스 | - 시러큐스 스타스 - 트렌턴 세너터스 - 유티카 유츠 - 윌크스배리 배런스 - 윌리엄스포트 빌리스 - 윌리엄스포트 그레이스 - 요크 화이트로지스 |

## 역대 우승팀
| - 1923년—윌리엄스포트 빌리스 - 1924년—윌리엄스포트 그레이스 - 1925년—요크 화이트로지스 - 1926년—스크랜턴 마이너스 - 1927년—해리스버그 세너터스 | - 1928년—해리스버그 세너터스 - 1929년—빙엄턴 트리플렛츠 - 1930년—윌크스배리 배런스 - 1931년—해리스버그 세너터스 - 1932년—윌크스배리 배런스 | - 1933년—빙엄턴 트리플렛츠 - 1934년—윌리엄스포트 그레이스 - 1935년—빙엄턴 트리플렛츠 - 1936년—스크랜턴 마이너스 - 1937년—엘마이라 파이오니어스 |